# ألبرت فيش
ألبرت فيش (بالإنجليزية: Hamilton Howard "Albert" Fish)  سفاح أمريكي وقاتل متسلسل ومغتصب للأطفال وأكل لحوم البشر عُرف باسم الرجل الرمادي وذئب ويستيريا ومصاص دماء بروكلين ومهووس القمر.فاخر فيش ذات مرة بأنه «لديه أطفال في كل ولاية»،  وفي وقت من الأوقات ذكر أن عدد ضحاياه كان حوالي 100. ومع ذلك، من غير المعروف ما إذا كان يشير إلى عمليات الاغتصاب أو أكل لحوم البشر، ولا يُعرف ما إذا كان كان إدعاءه صادقًا.
كان فيش مشتبهًا به في خمس جرائم قتل على الأقل خلال حياته. اعترف بثلاث جرائم قتل تمكنت الشرطة من اقتفاء أثرها في جريمة قتل معروفة، واعترف بطعن شخصين آخرين على الأقل. تم القبض على فيش في 13 ديسمبر 1934 وتم تقديمه للمحاكمة بتهمة اختطاف وقتل الطفلة جريس بود ذات العشر أعوام. أدين وأعدم بالكرسي الكهربائي في 16 يناير 1936، عن عمر يناهز 65 عامًا.   تم تجسيد جرائمه في فيلم The Gray Man عام 2007 وهو من بطولة باتريك باوتشاو الذي لعب دور قاتل اسمه فيش.